# Chrenovec-Brusno

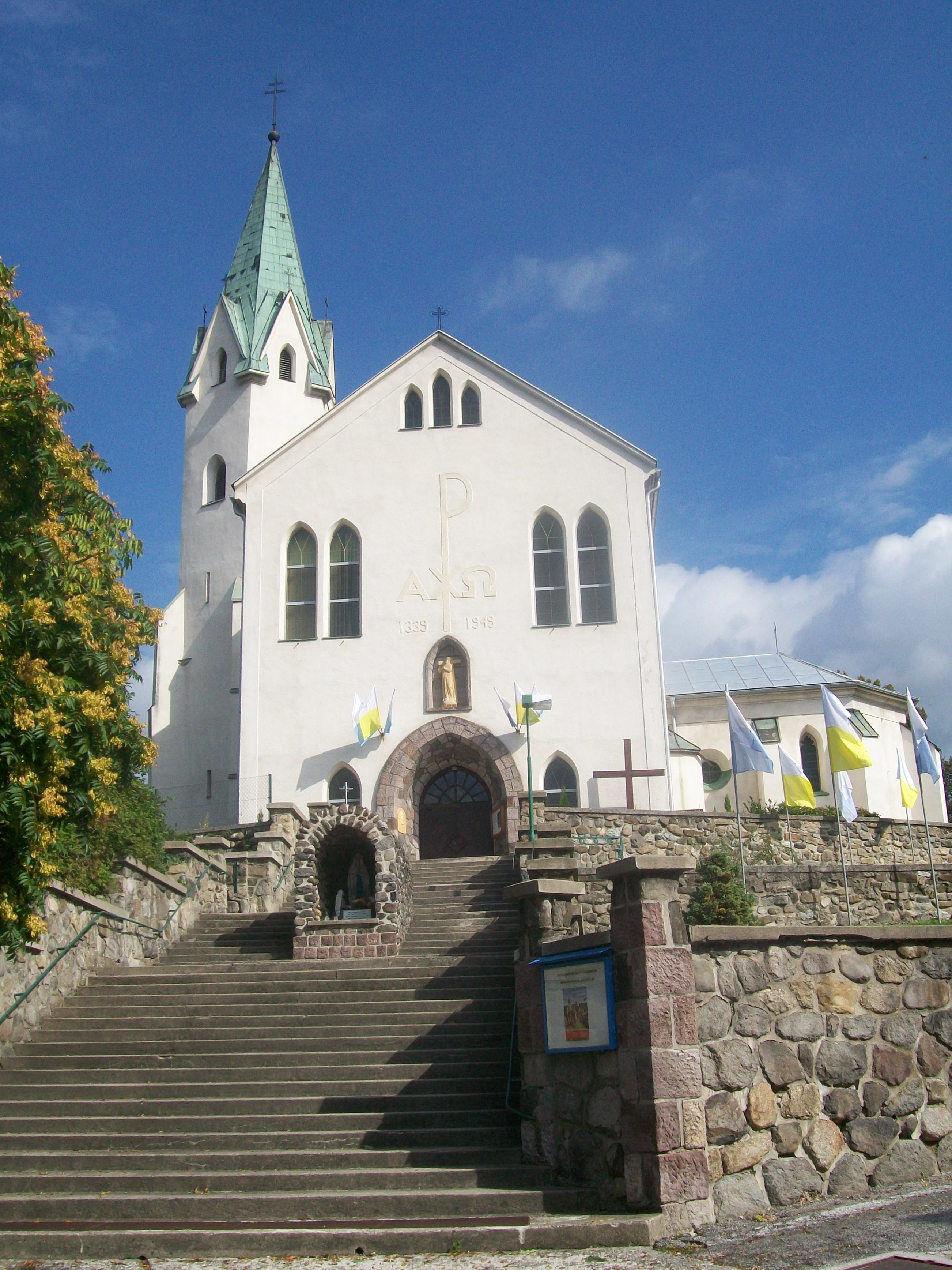
Kerk van St. Michael de Aartsengel

Chrenovec-Brusno (Hongaars: Tormásborosznó) is een Slowaakse gemeente in de regio Trenčín, en maakt deel uit van het district Prievidza.
Chrenovec-Brusno telt 1.380 inwoners.